# Rhoptropus taeniostictus
Rhoptropus taeniostictus là một loài thằn lằn trong họ Gekkonidae. Loài này được Laurent mô tả khoa học đầu tiên năm 1964.